# 曹凤岐
曹凤岐（1945年7月12日—2022年12月21日），男，汉族，吉林扶余人，中国经济学家，北京大学光华管理学院教授。曾任北京大学光华管理学院副院长，国务院学位委员会学科评议组成员。
2022年12月21日，曹凤岐在北京病逝，享年77岁；有报道称其死于2019冠状病毒病。